# Miejscowości Niue
Według danych oficjalnych pochodzących z 2011 roku Niue (terytorium stowarzyszone Nowej Zelandii) posiadało ponad 10 miejscowości o ludności przekraczającej 10 mieszkańców. Stolica kraju Alofi jako jedyne miasto liczyło ponad 500 mieszkańców, czyli blisko połowę wszystkich mieszkańców terytorium; oraz reszta miejscowości poniżej 200 mieszkańców.

## Największe miejscowości na Niue
Największe miejscowości na Niue według liczebności mieszkańców (stan na 10.09.2011):
| L.p. | Miasto      | Terytorium | Liczba ludności |
| ---- | ----------- | ---------- | --------------- |
| 1.   | Alofi       | Niue       | 639             |
| 2.   | Tamakautoga | Niue       | 157             |
| 3.   | Avatele     | Niue       | 139             |
| 4.   | Hakupu      | Niue       | 129             |
| 5.   | Tuapa       | Niue       | 98              |

## Alfabetyczna lista miejscowości na Niue
Spis miejscowości Niue powyżej 10 mieszkańców według danych szacunkowych z 2011 roku:
- Alofi
- Avatele
- Hakupu
- Hikutavake
- Lakepa
- Liku
- Makefu
- Mutalau
- Namukulu
- Tamakautoga
- Toi
- Tuapa
- Vaiea